# The Power of One (singolo)
The Power of One è un singolo della cantautrice statunitense Donna Summer estratto dalla colonna sonora del film Pokémon 2 - La forza di uno, secondo film tratto dal franchise Pokémon, e pubblicato nel 2000 dall'etichetta Atlantic Records.

## Descrizione
La ballata fu scritta da Mark Chait e Mervyn Warren e prodotta dal famoso produttore musicale David Foster, con il quale Donna Summer aveva già collaborato nel 1996 per la canzone Whenever There Is Love, colonna sonora del film di Sylvester Stallone Daylight - Trappola nel tunnel.
La prima strofa del brano fu utilizzata più volte dall'ex candidato presidenziale repubblicano Herman Cain nel 2012 durante il dibattito repubblicano dell'11 agosto, pur non conoscendone né l'autore né la provenienza.
Il brano ha fatto anche da canzone di chiusura delle Olimpiadi 2000. Nonostante ciò non fu mai inserito nella lista dei brani ufficiali.

## Successo commerciale
Pubblicato in vari formati, la versione club remix del brano è stata un grande successo nelle discoteche, tanto da farla arrivare alla posizione numero 2 nella classifica US Dance Club Songs di Billboard nel 2000.

## Tracce

### Singolo Stati Uniti 1
1. The Power of One (Album Version) – 3:50 – Donna Summer
2. The Legend Comes to Life (from The Power of One score) – 4:15 – Ralph Schuckett

### Singolo Stati Uniti 2
1. The Power of One (Jonathan Peters' Club Mix) – 8:19
2. The Power of One (Tommy Musto Vocal Mix) – 8:15
3. The Power of One (Jonathan Peters' Sound Factory Club Mix) – 9:22
4. The Power of One (Tommy Musto Gel Dub) – 6:26

### Singolo Stati Uniti 12"
Lato A:
1. The Power of One (Jonathan Peters' Club Mix) – 8:16
2. The Power of One (Jonathan Peters Radio Mix) – 3:21

Lato B:
1. The Power of One (Tommy Musto Vocal Mix) – 8:12
2. The Power of One (Musto Beats) – 2:44

### Singolo promozionale 2x12" Stati Uniti
1. The Power of One (Jonathan Peters Club Mix) – 8:16
2. The Power of One (Tommy Musto Vocal Mix) – 8:12
3. The Power of One (Jonathan Peters Sound Factory Mix) – 9:22
4. The Power of One (Tommy Musto Gel Dub) – 6:24
5. The Power of One (Jonathan Peters Sound Factory Dub) – 10:20
6. The Power of One (Jonathan Peters Drum-A-Pella) – 9:22
7. The Power of One (Jonathan Peters Bonus Beats) – 8:57
8. The Power of One (Tommy Musto Beats) – 2:44